# ビバアルパカ牧場
ビバアルパカ牧場（ビバアルパカぼくじょう）は、北海道上川郡剣淵町東町3733番地に所在し、株式会社ビバカンパニーが運営する観光牧場である。

## 概要
旧ビバカラススキー場跡に2009年に開園した観光牧場。元スキー場という広い敷地を生かし、アルパカ・ヤギの飼育のほか、マウンテンバイクやエアボードが楽しめるコースが整備されている。

## 詳細内容

### 営業時間
- 10時 - 16時
- 年中無休

入場料 
- 大人（高校生以上  600円
- 子供（小・中学生）250円
- 乳幼児無料

1年間有効パスポートは1,000円（有効期限は11月1日 - 翌年10月31日）。

### 飼育動物
- アルパカ - オス6頭、メス3頭の計9頭を飼育。うちビバアルパカ牧場で誕生したのはギンとルネの2頭である。
- ヤギ - オス（十兵衛）1頭、メス（姫）1頭の2頭を飼育。

### 施設
ビバハウス（ロッジ）
ビバアルパカ牧場の管理事務所でもあるビバハウス（ロッジ）内の1階リビングでは、お土産や飲食物が用意され自由に休憩することができる。喫茶店は土日のみ。
お土産コーナー
お土産コーナーでは、アルパカの原毛をベースとしたマフラーや手袋、アルパカのぬいぐるみ、エケコ人形等のグッズが販売されている。
ペルー資料スペース
2階にはアルパカの故郷であるペルーの文化や産業などを知ることのできる資料スペースが設けられている。
マウンテンバイクコース
東斜面を利用して2011年9月に完成。頂上までの軽トラックリフトは一回300円、回数券は12回分2,800円、6回分1,500円。
エアボードゲレンデ
冬期間利用可能なエアボード専用のゲレンデ。原則、土日祝日のみの利用となっている。

## 沿革[3]
| 2007年11月03日 | 「パンチ」、「タビー」のアルパカ夫婦を剣淵町に搬送、試験飼育開始 |
| 2009年07月03日 | アルパカの赤ちゃん「パル」誕生                                   |
| 2009年10月19日 | 那須高原より4頭のアルパカが到着                                  |
| 2009年10月20日 | 在日ペルー大使を迎えてオープニングセレモニー                     |
| 2009年10月24日 | 無料開放（入場者数1400人）                                       |
| 2009年10月25日 | アルパカ牧場本格営業開始（入場者数1400人）                       |
| 2009年11月03日 | 北海道の初雪を体験する                                           |
| 2009年12月03日 | ハートのイルミネーション点灯開始                                 |
| 2009年12月23日 | クリスマスパーティ                                               |
| 2012年03月28日 | アルパカの赤ちゃん「ギン」誕生                                   |
| 2012年05月28日 | 映画「じんじん」の剣淵町ロケを開始                               |
| 2012年06月03日 | ペルー共和国フニン県タルマ市パルカマヨ区へ姉妹都市提携のため訪問 |

## アクセス
- 道央自動車道 和寒インターチェンジより車で約15分。
- 道央自動車道 士別剣淵インターチェンジより車で約10分。
- 剣淵駅前よりバスで約15分（運賃は50円）。回数券12枚綴り500円は、剣淵町役場総務課・レークサイド桜岡フロントで販売。